# Coopérative citoyenne d'énergie
Les coopératives d'énergie citoyennes sont des coopératives agissant dans le secteur de l'énergie.
Le plus souvent, elles promeuvent une production d'énergie décentralisée et indépendante des grandes firmes. C'est là une forme de participation citoyenne, principalement au niveau communal et régional. Elles offrent aux citoyens la possibilité de contribuer à la transition énergétique. En outre, elles proposent des possibilités de placer son argent dans des projets locaux, voire régionaux.

## Buts et diffusion
Le modèle économique repose surtout sur l'installation et l'exploitation d'installation destinées à produire de l'électricité ou de la chaleur à partir d'énergies renouvelables. D'autres projets concernent l'installation de centrales à cogénération (avec mise en place d'un réseau de chaleur), la participation citoyenne à des régies municipales d'énergie, ou encore l'achat et l'exploitation de réseaux de gaz ou de courant électrique.
La mise en place de mesures d'efficacité énergétique comme la rénovation énergétique des bâtiments, le remplacements des ampoules classiques par des LEDs, ou le conseil en matière d'économie d'énergie sont également des modèles envisageables.
Tandis que nombre de coopératives souhaitent répartir le risque financier avec un modèle économique large, certaines coopératives se spécialisent dans une technologie par exemple le solaire photovoltaïque, ou l'éolien. Ce type de coopérative se nomme alors coopérative solaire, ou coopérative éolienne.
Ces dernières années, des coopératives d'énergie citoyennes ont été fondées dans nombre de pays tels que le Canada, le Royaume-Uni, les États-Unis, le Danemark et l'Allemagne. Fin 2012, il y avait plus de 700 coopératives d'énergies citoyennes en Allemagne, tandis que le chiffre des Pays-Bas est estimé entre 150 et 300. En France, Enercoop, une coopérative qui produit et distribue des énergies renouvelables avait 23 000 clients fin 2014, dont 60% sont sociétaires.
Depuis 2011 existe un réseau européen des coopératives d'énergie citoyennes REScoop.eu. En 2015 il comprenait 20 membres de 12 pays, parmi lesquels l'association des coopératives allemandes Deutscher Genossenschafts- und Raiffeisenverband .
Les coopératives d'énergie citoyennes suivent les 7 buts énoncés en 1995 par l'Alliance coopérative internationale :
- participation libre et ouverte ;
- contrôle démocratique ;
- participation économique des membres ;
- autonomie et indépendance ;
- formation, formation continue, information ;
- coopération avec les autres coopératives ;
- engagement envers la communauté[1].

## Gouvernance
Les sociétaires sont souvent des acteurs proches géographiquement des installations produisant l'énergie. Ils peuvent être des entreprises, des collectivités locales ou des particuliers. Leur implication allonge souvent les délais de construction de l'installation.

## Histoire

### En Allemagne
(août 2016).
Le contenu est difficilement compréhensible vu les erreurs de traduction, qui sont peut-être dues à l'utilisation d'un logiciel de traduction automatique.
L'engagement citoyen en matière d'approvisionnement énergétique a une longue tradition en Allemagne. Déjà, à la fin du XIXe siècle, plusieurs coopératives d'énergie furent fondées dans des régions rurales, à des fins de production d'énergie électrique, ou tout simplement pour construire un réseau électrique, et assurer sa maintenance. En effet, les grandes entreprises d'énergie n'avaient aucune envie d'investir dans des zones peu peuplées, pour des raisons économiques patentes . Le nombre de coopératives continua d'augmenter dans la première moitié du XXe siècle pour atteindre environ 6 000. À partir de la fin des années 1930, pendant et après le Troisième Reich, le nombre diminua en raison de la volonté de concentration du secteur énergétique. Jusqu'en 2012, seules 50 coopératives survécurent .
Alors que les réseaux de distribution d'énergie généralisés n'existaient pas encore, des solutions isolées furent déployées à maintes reprises par des entreprises coopératives. Quand l'accent fut mis sur les grandes centrales à charbon et à pétrole, puis sur les centrales nucléaires, le nombre de coopératives d'énergie diminua  fortement à partir du milieu du XXe siècle. Ce n'est qu'avec l'ouverture des marchés de l'énergie qu'il fut possible pour les clients de choisir leur fournisseur d'électricité. On assista alors à une renaissance des structures coopératives dans le domaine de l'énergie. C'est ainsi que nombre de fournisseurs d'électricité apparurent, y compris à caractère coopératif, notamment Greenpeace Energy.

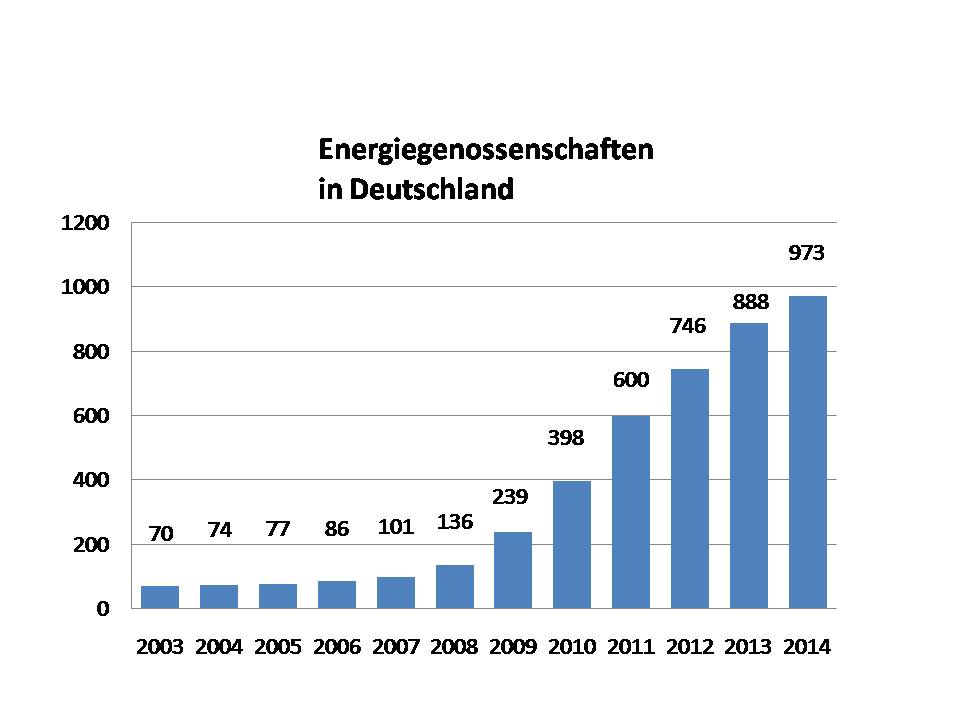
Nombre de coopératives d'énergie en Allemagne

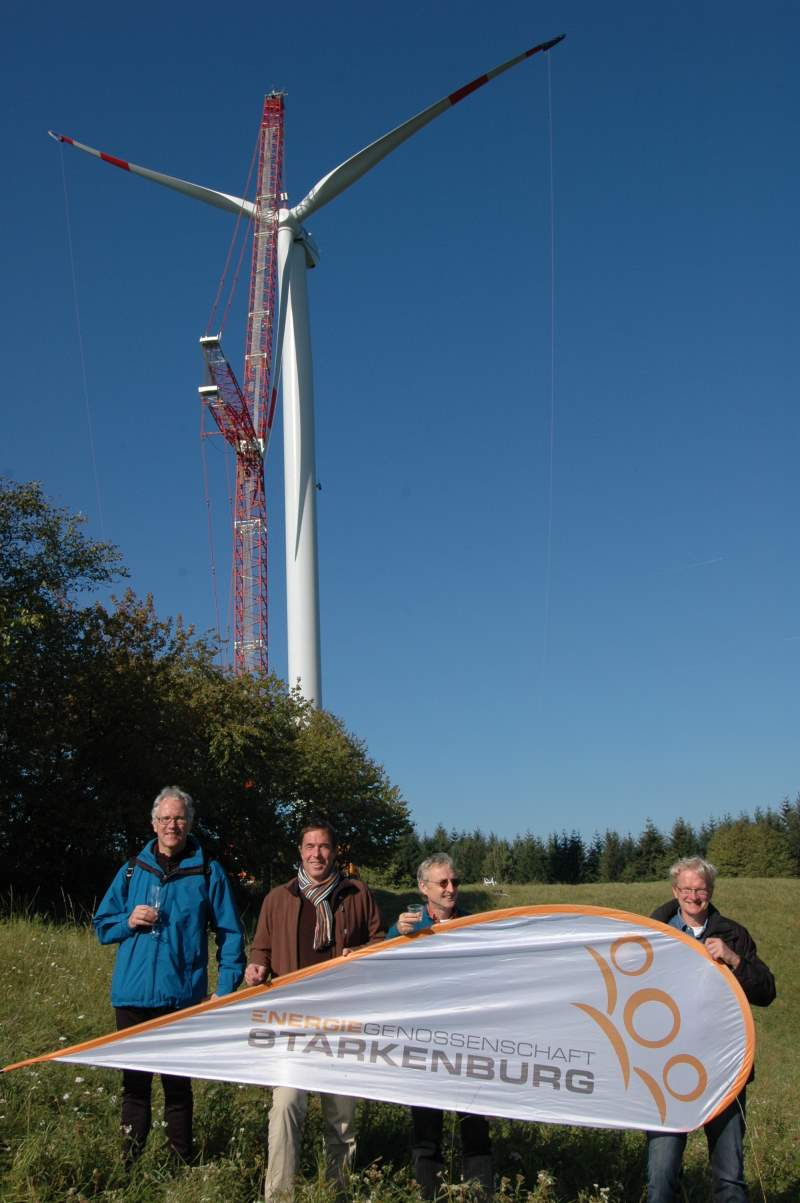
Eolienne citoyenne d'une coopérative d'énergie citoyenne de la Hesse.

Grâce à la transition énergétique, et en particulier la loi allemande sur les énergies renouvelables (Erneuerbare-Energien-Gesetz), le nombre de producteurs d'énergie (en particulier l'énergie solaire) à structure coopérative a fortement augmenté à partir des années 2000. Plus de la moitié des coopératives nouvellement créées le sont dans le domaine de l'énergie, de l'environnement et de l'eau. Depuis 2008, le nombre de coopératives citoyennes d'énergie explose . De 2008 à 2011, le nombre de coopératives d'énergies renouvelables a été multiplié par 4. Plus de 150 coopératives citoyennes d'énergie ont été fondées dans la seule année 2011. En tout, il y a 450 coopératives citoyennes d'énergie, dont 80 % dans le domaine de la production d'électricité . La plupart des coopératives citoyennes d'énergie se situent en Bavière, au Bade-Wurtemberg et en Basse-Saxe . Les coopératives citoyennes d'énergies renouvelables sont de petites unités décentralisées, qui forment un réseau entre elles.
Les bio-energy villages coopératifs , dans le domaine rural, vont encore plus loin, en se donnant pour but d'assurer eux-mêmes la couverture en chaleur et en électricité. Dans les villes, des coopératives citoyennes d'énergies sont également fondées, pour permettre au citoyens de participer aux régies municipales. La première ville à le faire fut Iéna 
En 2011, plus de 80 000 citoyens se sont engagés dans des projets d'énergie citoyens et ont ainsi investi 800 millions d'euros dans la transition énergétique. Le plus souvent, il s'agit de d'installations solaires communes, où déjà de petites participations sont possibles. Selon l'association des coopératives allemandes Deutscher Genossenschafts- und Raiffeisenverband les coopératives sont le moteur de la transition énergétique allemande, car les citoyens créent ainsi le cadre idéal de l'engagement local en faveur du changement d'approvisionnement en énergie. Il en résulte que les projets énergétiques sont mieux acceptés par la population .
Fin 2013, 888 coopératives citoyennes d'énergie se sont engagées en faveur du déploiement des énergies renouvelables, en comparaison de 754 en 2012  , . Les coopératives comptent 136 000 membres, dont 90 % de personnes privées. En un an, le nombre de membres a augmenté de 50 %. Le nombre de coopératives augmente également. La somme investie se situe à près de 1,2 milliard d'euros. La participation est déjà possible à partir d'une prise de part de 100 euros. En général, les sommes versées sont des multiples de 500, voire 1 000 euros. La plupart des coopératives citoyennes d’énergie mènent des projets en ayant déjà un fonds propre important de l'ordre de 50 %. 10 % des coopératives vendent leur électricité elles-mêmes, 52 % envisagent une vente directe. En 2012, les installations coopératives d'énergie citoyennes ont produit 580 millions de kWh d'électricité renouvelable, ce qui équivaut à la consommation de 160 000 foyers. Les technologies choisies sont principalement des installations photovoltaïques. Mais certaines coopératives investissent aussi dans la cogénération, ou d'autres formes d'énergie  , . En 2014, la création de seulement 29 coopératives citoyennes d'énergies renouvelables marque un recul prononcé par rapport aux années précédentes, dû à un changement de la loi sur les énergies renouvelables  qui a rendu le cadre politique plus incertain .
Le 28 janvier 2014 fut fondé à Berlin l'organisme allemand chargé des initiatives citoyennes Bündnis Bürgerenergie Alliance énergie citoyenne . Le but de l'association d'intérêt général consiste tout particulièrement à diffuser les connaissances techniques parmi les acteurs de l'énergie citoyenne et de promouvoir les échanges scientifiques sur l'énergie citoyenne d'un point de vue sociologique.
L'Institut Leibnitz de recherche sociétale et spatiale (Leibniz-Institut für Raumbezogene Sozialforschung) étudie la résolution de conflits locaux liés à la politique de l'énergie et la réalisation de buts de bien commun au travers de nouvelles formes d'organisation dans le domaine de l'énergie .
En Thuringe et en Bavière, depuis 2013/2014, en relation avec les coopératives d'énergie, un tarif est défini pour la vente de l'électricité solaire produite dans la région. L'électricité produite est directement achetée aux exploitants de d'installations solaire photovoltaïque à un prix supérieur à celui de l'injection dans le réseau. Cette électricité est ensuite vendue aux consommateurs sur place. L'électricité reste dans le réseau local, les taxes de réseau ne s'appliquent pas et le tarif de l'électricité est de ce fait intéressant  , .
Le nombre de création de coopératives d'énergie a chuté à 54 en 2014 soit une diminution de 60 % par rapport à l'année précédente (en 2013 furent créées 129 coopératives d'énergie). L'association des coopératives attribue cette chute à l'amendement de la loi sur les énergies renouvelables qui offre un cadre moins avantageux aux investisseurs .
Après que les créanciers de la société en faillite PROTON Regenerative Energien GmbH eurent décidé de sa transformation en coopérative, il s'agit maintenant de la plus grande coopérative citoyenne d'énergie en Allemagne.

### En France

#### Le secteur de l'énergie en France: un contexte défavorable
L'énergie citoyenne émerge en France dans un contexte plutôt défavorable. Le secteur de l'électricité était dominé par le champion national EDF (producteur, distributeur et fournisseur d'électricité public). Jusqu’aux années 2000, la politique énergétique française reposait sur une politique industrielle visant à renforcer les champions nationaux de l’énergie. Un réseau étroit d'acteurs, comprenant les directeurs des services publics et l'administration centrale, déterminait conjointement la politique énergétique. Ces élites techniques partageaient une formation similaire (comme l'École des Mines), des valeurs et une vision intellectuelle, et défendaient une approche productiviste massivement basée sur la production nucléaire d'énergie électrique. C'est pour cette raison que le secteur de l'électricité est extrêmement centralisé et que les citoyens ont longtemps été (ou se sont sentis) exclus de la prise de décisions en matière d'énergie. Dans ce contexte, le scénario négaWatt et ses 3 principes de transition énergétique, « sobriété, efficacité énergétique et énergies renouvelables », sont une source d’inspiration pour de nombreuses initiatives de coopératives. Mais malgré les controverses autour de l’énergie nucléaire, les responsables en place continuent de défendre cette technologie en réorientant la transition énergétique vers un système énergétique « à faible émission de carbone », qui inclut l’énergie nucléaire comme solution à faible émission de carbone permettant d’éviter les énergies fossiles,.

#### Des acteurs pionniers militants
Dans les années 2000, le projet européen WELFI (pour Wind Energy Local Financing, financement local de l'énergie éolienne)  vise à transférer en France (et dans d'autres pays) l'expertise allemande et danoise en matière d'investissement des citoyens dans les parcs éoliens. Le coordinateur français de WELFI était Hespul, une association à but non lucratif basée à Lyon (Rhône-Alpes) et spécialisée dans le petit photovoltaïque raccordé au secteur. Hespul sera plus tard l'un des fondateurs du réseau national Energie Partagée.
Parallèlement, en Bretagne, un groupe d’amis et de militants écologistes décide de créer un « parc éolien coopératif » pour promouvoir les énergies renouvelables et les économies d’énergie, et développer des activités liées au développement durable en suivant les principes de l’économie sociale et solidaire. Le groupe crée l'association qui deviendra Énergies citoyennes en Pays de Vilaine (EPV). Premier du genre en France, le projet a rencontré de multiples obstacles politiques et administratifs et a mis onze ans à être achevé. Il a depuis servi d’exemple à d'autres projets dans la même région et au-delà. En 2011, Énergies citoyennes en Pays de Vilaine a créé le premier réseau régional destiné à permettre aux porteurs de projet d'échanger des connaissances et d’apporter de l’aide et des formations afin de faciliter l'émergence des projets.
En 2005, au début de la libéralisation du marché de l'électricité, Greenpeace France a voulu quitter EDF pour un fournisseur d'électricité verte plus en phase avec sa position antinucléaire. Trouvant les offres françaises plutôt limitées et observant les exemples de coopératives créées à l'étranger en Allemagne (Greenpeace Energy) ou en Belgique, l'ONG a étudié la possibilité de créer une organisation similaire en France. Avec d'autres organismes comme CLER (ONG pour la transition énergétique), HESPUL (association spécialisée dans les énergies renouvelables et l'efficacité énergétique), Biocoop (magasins coopératifs d'aliments biologiques), la NEF (banque coopérative), la Compagnie du Vent (société de développement des énergies renouvelables), Greenpeace a créé Enercoop. Les premiers principes de base d'Enercoop étaient le statut de société coopérative d’intérêt collectif (SCIC) et la fourniture d'électricité verte, avec pour objectif principal de fournir une alternative à EDF pour les particuliers,.
Ces projets pionniers ont des difficultés à lever des fonds. Le projet Énergies citoyennes en Pays de Vilaine a dû se tourner vers des banques étrangères pour financer son projet. Ces difficultés concernaient les investissements dans l’éolien, mais aussi dans le solaire, qui étaient considérés comme risqués à l'époque. En 2005, la municipalité de Chambéry (Rhône-Alpes) a mis en place une centrale photovoltaïque de 100 kWc. Confrontée à la question du financement et disposée à impliquer les citoyens et les PME, la ville a demandé à INDDIGO (un cabinet de conseil spécialisé dans le développement durable) de créer un fonds d'investissement pour recueillir les investissements des citoyens. Pour créer ce fonds, INDDIGO s’est associé à la banque coopérative La Nef et à Hespul, qui faisaient également partie des acteurs qui militaient pour des tarifs d’achat pour la technologie photovoltaïque en France depuis les années 1990. Inspiré par le modèle de Terre de Liens, un fonds qui investit dans l'agriculture biologique, le fonds Solira est créé en 2008 et commence à investir dans des projets d'énergie renouvelable.

#### Création d'énergie partagée
En 2010, plusieurs pionniers de l'énergie citoyenne, dont Enercoop, EPV, La Nef, CLER… se sont réunis et ont transformé le fonds régional Solira en un fonds national destiné à soutenir les projets d’énergie citoyenne : Energie Partagée Investissement. EPI est devenu un point de passage obligatoire pour les projets citoyens, surtout ceux qui voulaient développer des parcs éoliens.
Le mouvement Énergie Partagée, lance en 2011 un fonds d'investissement ouvert au public pour soutenir financièrement l'émergence spécifique de ce type de projets citoyens. Il avait engagé 7,5 millions d'euros dans 26 projets début 2016. Le premier parc éolien initié et financé d'abord par des citoyens est mis en service à Béganne (Morbihan) en juin 2014, suivi par un deuxième dans les communes de Sévérac et Guenrouët, inauguré le 7 mai 2016. Le solaire citoyen quant à lui essaime partout en France. Grenoble accueille une entreprise à statut coopératif de production d'énergie citoyenne en 2015 avec Energ'Y Citoyennes. Celle-ci diversifie aussi sa production en construisant des réseaux de chaleurs bois. Dans la région de Toulouse, la SCIC Citoy'enR regroupe 40 bénévoles et 90 sociétaires en 2017 pour installer des panneaux solaires sur les toitures de collectivités et d'acteurs locaux et revendre ensuite l'électricité à Enercoop. De même, dans le sud-est toulousain la SCIC Initiative citoyenne pour une énergie alternative est un collectif citoyen pour promouvoir les énergies renouvelables et installe aussi de centrales photovoltaïques sur des bâtiments publics. Ces deux collectifs, et des dizaines d'autres en Occitanie sont accompagnés par un réseau régional, Énergies citoyennes locales et renouvelables.

#### Structuration du mouvement
A l'hiver 2015, l'ADEME recensait en France 165 projets de développement d'énergie renouvelables participatifs, c'est-à-dire « pour lequel des particuliers ont pu s’investir de manière très large : dans le financement, le montage et/ou dans la gouvernance en cours de fonctionnement. Les projets peuvent avoir été initiés par des citoyens, des développeurs professionnels et/ou des collectivités ». Les développeurs privés représentaient 12 % des cas et 36 % de ces projets étaient alors en exploitation. En 2018, 270 projets sont en fonctionnement ou en construction, notamment avec le soutien d'Énergie Partagée. À Paris, la coopérative EnerCit'IF soutenue par Énergie Partagée suscite des projets sur le patrimoine public avec la mairie et démarche en 2019 des acteurs privés pour placer des panneaux solaires sur les toits.
Des projets de centrales solaires sur toits portés par des centrales Villageoises entraînent des initiatives d'adaptation de réseaux et de changements des horaires de consommation dans les territoires concernés.

### En Belgique
La plus grande coopérative citoyenne en énergie en Belgique est Ecopower, fondée en 1991. En 2010 Ecopower initie la création d'une fédération flamande, REScoop Vlaanderen, suivi de l'équivalent wallon, REScoop Wallonie en 2011. Elles fédèrent toutes les 2 plus de 12 coopératives citoyennes en énergies renouvelables. Ecopower compte en 2016 50 000 sociétaires et possède 100 MW de capacité installée et 3% des capacités de la Wallonie.
Energie 2030 est une autre ancienne coopérative fondée en 1995 dans les cantons de l'Est.
A Bruxelles, Energiris investit dans de nombreux projets photovoltaïques et de cogénération.

### En Espagne
En Espagne, la coopérative Som Energia (Barcelone, Catalogne) a été créée en 2019 dans le but de produire et de commercialiser de l'énergie à partir de sources renouvelables (soleil, vent, biogaz, biomasse, etc.) "financées par des contributions financières volontaires des partenaires". Elle compte plus de 80.000 associés pour une production de 63,03 GWh/an.